# Kfar Szold
Kfar Szold (hebräisch כְּפַר סָאלְד Kfar Sold) ist ein Kibbuz in der Huleebene im nordisraelischen Obergaliläa am Fuße der Golanhöhen mit 632 Einwohnern (2018).

## Geschichte
Kfar Szold wurde am 13. November 1942 von Immigranten aus Ungarn, Österreich und Deutschland gegründet. Der Kibbuz wurde nach Henrietta Szold, der Gründerin der zionistischen Frauenbewegung Hadassah, benannt. Während des Israelischen Unabhängigkeitskrieges 1948 wurden die dort lebenden Kinder, in Erwartung syrischer Angriffe, evakuiert. Im Sechstagekrieg 1967 war Kfar Szold ein ständiges Ziel für die syrische Artillerie, welche auf den Golanhöhen Stellung bezogen hatte. Am 21. Juli 2006 feuerte die Hisbollah mehrere Katjuscha-Raketen auf die in der Huleebene gelegenen Gemeinden, einschließlich Kfar Szold, wobei mehrere Personen verletzt wurden.

## Wirtschaft
Wichtigste Wirtschaftszweige sind der Anbau von Äpfeln, Zitrusfrüchten, Avocados, Mais, Wassermelonen sowie die Rinderzucht. Neben der Landwirtschaft betreibt der Kibbuz die international tätige Metallfabrik LORDAN, spezialisiert auf die Produktion von Lamellen–Wärmetauschern.
Wie die meisten Kibbuzim hat auch Kfar Szold ein Gästehaus für Touristen.